# (15899) Silvain
(15899) Silvain est un astéroïde de la ceinture principale, découvert par Pierre Antonini à Bédoin le 3 septembre 1997. Sa désignation temporaire est 1997 RR1.

## Orbite
Son aphélie est de 2,392 UA et son périhélie de 2,007 UA. Il tourne autour du Soleil en 1191 jours. Silvain a une inclinaison de 2,32°.

## Caractéristiques
Sa magnitude absolue est de 15,3.